# Wichmann von Meding
Wichmann von Meding (* 1939 in Hannover) ist ein deutscher Pfarrer und evangelischer Theologe sowie Sachbuch-Autor, Herausgeber und emeritierter Hochschullehrer.

## Leben
Wichmann von Meding studierte in der Nachkriegszeit in München, Heidelberg, Tübingen, Bonn und Göttingen und wurde 1985 in Kiel an der dortigen Universität mit einer Dissertation zum Thema Kirchenverbesserung – die deutschen Reformationspredigten des Jahres 1817 zum Dr. theol. promoviert. Nach weiteren Schriften habilitierte er sich ebenfalls in Kiel mit seiner Arbeit über das sogenannte Klugsche Gesangbuch von Martin Luther unter dem Titel Luthers Gesangbuch. Die gesungene Theologie eines christlichen Psalters.
Von Meding wirkte als Pastor in mehreren Gemeinden Norddeutschlands. Darüber hinaus lehrte er bis zu seiner Emeritierung als Privatdozent an der theologischen Fakultät in Kiel.
Neben theologischen und philosophischen Themen publizierte Wichmann von Meding insbesondere zur Geschichte rund um die Stadt Lauenburg an der Elbe.

## Schriften (Auswahl)
- Wichmann von Meding (Hrsg.): Predigten von protestantischen Gottesgelehrten der Aufklärungszeit, in Frakturschrift, reprografischer Nachdruck der Original-Ausgabe Berlin 1799, Darmstadt: Wissenschaftliche Buchgesellschaft, [Abteilung Verlag], 1989, ISBN 978-3-534-10201-3 und ISBN 3-534-10201-0; Inhaltsverzeichnis
- Wichmann von Meding (Bearb.): Bibliographie der Schriften Schleiermachers. Nebst einer Zusammenstellung und Datierung seiner gedruckten Predigten (= Schleiermacher-Archiv, Band 9), Berlin; New York: de Gruyter, 1992, ISBN 978-3-11-013555-8; Inhaltsverzeichnis
- Kirchenverbesserung – die deutschen Reformationspredigten des Jahres 1817 (= Unio und confessio, Band 11), zugleich Dissertation 1985 an der Universität Kiel, Bielefeld: Luther-Verlag, 1996, ISBN 978-3-7858-0297-7 und ISBN 3-7858-0297-8
- Österreichs erstes Reformationsjubiläum. Jakob Glatz und die Gemeinden Augsburgischer Konfession 1817/18. Ein Modell des Verhältnisses von Kirchenleitung und Verkündigung (= Kontexte, Bd. 23), Frankfurt am Main; Berlin; Bern; New York; Paris; Wien: Lang, 1998, ISBN 978-3-631-33250-4 und ISBN 3-631-33250-5
- Luthers Gesangbuch. Die gesungene Theologie eines christlichen Psalters (= Schriftenreihe Theos, Bd. 24), zugleich Habilitationsschrift 1998 an der Universität Kiel, Hamburg: Kovač, 1998, ISBN 978-3-86064-811-7 und ISBN 3-86064-811-X
- Stadt ohne Land am Fluß. 800 Jahre europäische Kleinstadt Lauenburg, Frankfurt am Main; Berlin; Bern; Bruxelles; New York; Oxford; Wien: Lang, 2007, ISBN 978-3-631-55963-5 und ISBN 3-631-55963-1; Inhaltsverzeichnis
- Lauenburg. Zur Geschichte des Ortes, Amtes, Herzogtums. Rund 600 Hausgeschichten, Amtsträgerlisten, Seuchen- und Wetterdaten ab dem hohen Mittelalter. Privatbibliotheken, alle Katechismen und Gesangbücher. Frauenrechte im Alltag. Gut 7000 Persondaten vor Einsetzen der Kirchenbücher, Frankfurt am Main; Berlin; Bern; Bruxelles; New York, NY; Oxford; Wien: Lang, 2008, ISBN 978-3-631-57193-4; Inhaltsverzeichnis
- Aufgehobener Glaube. Kirchengeschichte des Herzogtums Niedersachsen im heutigen Bundesland Schleswig-Holstein (Herzogtum Lauenburg), Frankfurt am Main; Berlin; Bern; Bruxelles; New York, NY; Oxford; Wien: Lang, 2009, ISBN 978-3-631-59779-8; Inhaltsverzeichnis
- Luthers Lehre. Doctrina Christiana zwischen Methodus religionis und Gloria Dei, Frankfurt am Main: Lang-Edition;
  - Teil 1: Ihre historische und literarische Gestalt, 2012, ISBN 978-3-631-59419-3 und ISBN 3-631-59419-4; Inhaltsverzeichnis und Inhaltstext
  - Teil 2: Ihr Aufbau und ihr Auftrag, 2014, ISBN 978-3-631-59420-9 und ISBN 3-631-59420-8; Inhaltsverzeichnis und Inhaltstext